# Drosera platypoda
Drosera platypoda ist eine fleischfressende Pflanze aus der Gattung Sonnentau (Drosera). Sie gehört zu den sogenannten „Knollendrosera“, einer Gruppe von Sonnentauen aus dem südwestlichen Western Australia, die Knollen als Überdauerungsorgane bildet.

## Beschreibung
Drosera platypoda ist eine ausdauernde, krautige Pflanze, die aus einer orangefarbenen, umgekehrt eiförmigen und seitlich leicht abgeflachten, bis zu 10 Zentimeter langen und 7 Millimeter im Durchmesser messenden Knolle wächst, um die als Reste der Vorjahre braune, papierene Hüllen und alte Wurzelfasern liegen. Die unterirdischen Ausläufer erreichen bis zu 18 Zentimeter Länge, verlaufen aber nur selten vollständig horizontal, unter guten Bedingungen bilden sich an ihnen Tochterknollen.
Der 15 bis 20 Zentimeter hohe unverzweigte und -ungewöhnlich für die Sektion- einzelne Stängel ist unbehaart und steht aufrecht, an seinem Ansatz steht eine flache, bodenständige Rosette. Die Blätter dieser Rosette sind gestielt, der Stiel erreicht eine Länge von 5 bis 9 Millimetern, ist abgeflacht (0,5 bis 2 Millimeter dick) und verbreitert (1 bis 3 Millimeter). Die Oberseite der Blätter ist zum Ende hin am Rand mit etwas längeren, mittig kürzeren Fangtentakeln besetzt. Die Blattspreiten sind fächerförmig, 2,5 bis 5 Millimeter lang und 4 bis 9 Millimeter breit. Die Blätter am Stängel sind wechselständig angeordnet, in Form und Größe von gleicher Gestalt wie jene der Rosette, über ihre Länge hinweg jedoch deutlicher gebogen und zur Spitze hin zunehmend aufrechter, so dass sich ein kegelförmiger Habitus ergibt.
Blütezeit ist von August bis November, sommerliche Buschbrände lösen in der Regel Massenblüten aus. Die unbehaarte Blütenstandsachse trägt eine einfache Traube oder eine zwei- bis vierfach verzweigte Schirmrispe, meist endständig und 7 bis 12 Zentimeter lang und mit 8 bis 35 Blüten. Die Blütenstiele sind unbehaart und 5 bis 10 Millimeter lang. Die Kelchblätter sind grün, breit eiförmig und zugespitzt und erreichen eine Länge von 3,5 bis 4,5 Millimeter und eine Breite von 1,5 bis 3 Millimeter, die Ränder sind einfach, an der Spitze selten schwach gezähnt, dicht mit schwarzen Punkten übersät und fein papillös. Die Kronblätter sind umgekehrt eiförmig, an der Spitze stumpf und leicht gekerbt. Ihre Grundfarbe ist weiß, sie sind 7,5 bis 10 Millimeter lang und 5 bis 8 Millimeter breit. Die fünf Staubblätter sind zwischen 2,5 und 3 Millimeter lang und vollständig weiß, der Pollen ist gelb. Der dunkelrote Fruchtknoten ist annähernd rund, papillös, knapp 1 Millimeter lang und hat in der Blütezeit einen Durchmesser von rund 1,8 Millimeter, die drei Fruchtblätter sind zweigelappt. Die drei Griffel sind weiß und am Ansatz rot überhaucht, sie sind insgesamt rund 1,5 Millimeter lang und am Ansatz in viele Abschnitte geteilt, gelegentlich wiederholt. Die Narben sind gerundet und leicht verdickt.

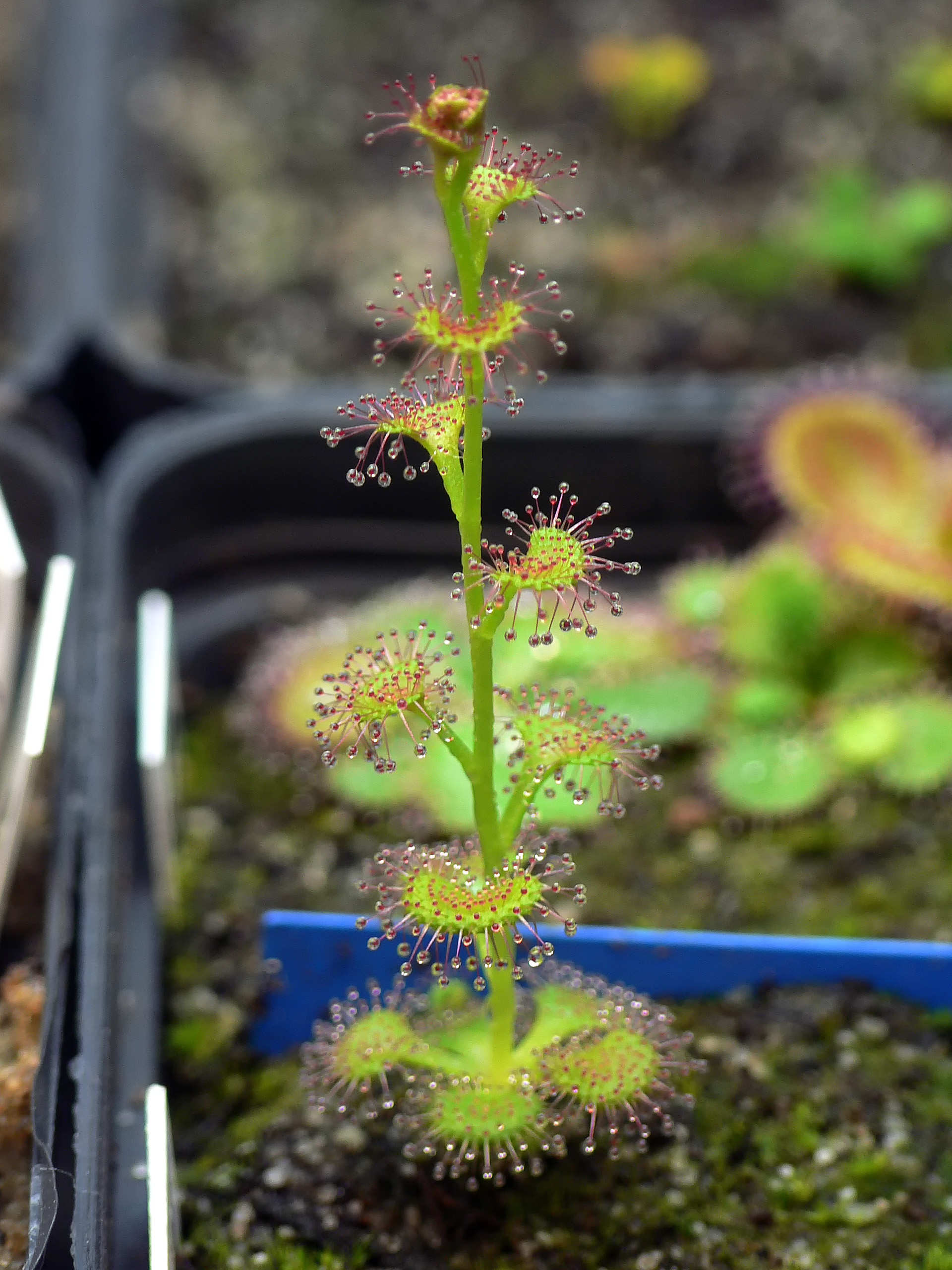
Drosera platypoda, Habitus

Die Kapselfrucht ist umgekehrt eiförmig bei einem Durchmesser von 3 bis 3,5 Millimeter und enthält rund 100 dunkelbraune, unregelmäßig, aber gewunden geformte Samen, die 0,5 bis 0,7 Millimeter lang und 0,4 bis 0,5 Millimeter im Durchmesser messen und mit netzartiger, unregelmäßig gerillter Oberfläche versehen sind.

## Verbreitung, Standorte, Gefährdung
Die Art ist heimisch im Western Australia im Raum zwischen Manjimup, Scott River und Cape Riche.
Die Standorte sind im Winter nasse und im Sommer vollständig trockene Sandböden in Heideland unter niedrigen Büschen bzw. im Winter nasse Torfsandböden auf Hängen von steinigem Lehm. Die Bestände können dabei zahlreiche Individuen umfassen. In ihrem Verbreitungsgebiet ist die Art häufig und teilweise auch in Nationalparks heimisch, sie gilt daher als ungefährdet.

## Systematik
Drosera platypoda wurde 1854 von Nikolai Turtschaninow erstbeschrieben, das Artepitheton bedeutet so viel wie „plattfüßig“ und verweist auf die flach am Boden aufliegende Rosette, aus der der Stängel wächst. Drosera platypoda ist Teil der Sektion Stoloniferae in der Untergattung Ergaleium, bereits Turczaninow hatte sie in die damalige Unterreihe eingeordnet.
Molekulargenetische Untersuchungen zeigten Drosera platypoda als Schwester einer Klade aus Drosera stolonifera und Drosera prostratoscaposa.